# Simona Kubová
Simona Baumrtová (nach Heirat Kubová; * 24. August 1991 in Chomutov, Tschechoslowakei) ist eine tschechische Rückenschwimmerin. Sie wurde bei den Kurzbahneuropameisterschaften 2013 im dänischen Herning Europameisterin über 50 m Rücken.
Dabei verwies sie in 26,26 Sekunden die Polin Aleksandra Urbańczyk (26,31 s) und die Schwedin Michelle Coleman (26,67 s) auf den Silber- und den Bronzerang.
Ein Jahr zuvor gelang Baumrtová auch bei den Kurzbahnweltmeisterschaften 2012 in Istanbul der Sprung aufs Treppchen: Sie holte Bronze über 100 m Rücken in 57,18 s hinter der Amerikanerin Olivia Smoglia (56,64 s) und der Dänin Mie Østergaard Nielsen (57,07 s).
Bei den Olympischen Spielen 2012 konnte Baumrtová zwar die Minutengrenze über 100 m Rücken im sechsten Vorlauf mit Landesrekord in 59,99 s unterbieten, wurde aber nur Fünfte und schied aus. Siegerin hier wie im Endlauf wurde die vierfache Olympiasiegerin Missy Franklin.